# وليام ستيوارت (دراج)
وليام ستيوارت (بالإنجليزية: William Stewart)‏ مواليد 15 سبتمبر 1883 في اسكتلندا - الوفاة 9 أغسطس 1950 في إنجلترا، كان دراج بريطاني. سبق أن شارك في دورة الألعاب الأولمبية الصيفية وفاز بميدالية أولمبية.

## الميداليات
| الميدالية | المسابقة                       |
| --------- | ------------------------------ |
| فضية      | الألعاب الأولمبية الصيفية 1920 |

## روابط خارجية
- وليام ستيوارت على موقع أرشيف الدراجات (الإنجليزية)
- وليام ستيوارت على موقع أوليمبيديا (الإنجليزية)
- وليام ستيوارت على موقع اللجنة الأولمبية البريطانية (الإنجليزية)